# Грачаница (Трново, Сарајево)
Грачаница су насељено мјесто у општини Трново, Федерација БиХ, Босна и Херцеговина.

## Становништво
|             | 2013.       | 1991.         | 1981.         | 1971.         |
| Укупно      | 87 (100,0%) | 138 (100,0%)  | 127 (100,0%)  | 115 (100,0%)  |
| Бошњаци     | 85 (97,70%) | 138 (100,0%)1 | 127 (100,0%)1 | 114 (99,13%)1 |
| Неизјашњени | 1 (1,149%)  | –             | –             | –             |
| Непознато   | 1 (1,149%)  | –             | –             | –             |
| Срби        | –           | –             | –             | 1 (0,870%)    |

1. 1 На пописима од 1971. до 1991. Бошњаци су пописивани углавном као Муслимани.